# Helen Buchholtz
D´Charlotte Helen Geiger-Buchholtz (født 24. november 1877 i Esch-sur-Alzette - død 22. oktober 1953 i Luxembourg by, Luxembourg) var en luxembourgsk komponist og pianist.
Buchholtz lærte musik i en tidlig alder og studerede musik i sin folkeskole, og efterfølgende på en pigekostskole i Longwy, men var primært selvlært. Hun skrev omkring 136 værker, feks. otte orkesterværker, nitten korværker, sange, scenemusik, blæsermusik, harmoniorkestermusik og klaverstykker, hvoraf kun 16 er bevaret, og publiceret i dag. Buchholtz´s nevø havde sørget for at opbevare de 16 værker i sit hjem efter hendes død, så eftertiden kunne for viden om hende, og gavn af dem. Buchholtz er primært kendt for sine klaverstykker og sange, som er indspillet på bl.a. det tyske pladeselskab CPO.

## Udvalgte værker
- Barcarolle - for klaver
- Fire menuetter - for klaver
- Ballade - for klaver
- Fire danse - for klaver
- Nocturne- for klaver
- Sonate (i Cis-mol) - for klaver